# 目中無人 (1989年電影)
《目中無人》（英語：Final Run）是1989年上映的一部香港動作電影，由高飛導演、監製及演出，由苗僑偉、任达华、高飛、張國強和吳鎮宇主演。1989年4月10日在香港上映。

## 劇情
馬振風(苗僑偉飾)及張子南(張國強飾)自少為好友，同在大學畢業，長大後兩人各不同的職業。
馬在長大後成為調查科高級緝私，張成為了海關，馬想與張合作，但遭張拒絕。高派人殺害張全家，張幸保性命。張得知是馬指使的，馬上向萬等報仇，但馬卻加害張，張只好逃到泰國避難。
任先生(任達華飾)是馬和高的生意伙伴，在泰國勢力非常強大，他派高殺了敵對的萬國君(吳鎮宇)，萬未婚妻蒙達伊娃(大島由加利飾)得知為馬及任等人所為，找出他們，得知是三人的行為，並在毒梟的山頭裏決一死戰……

## 人物角色
| 演員       | 角色     | 粵語配音 | 備註／關係                                                                     |
| 苗僑偉     | 馬振風   | 陳欣     | 大反派，調查科高級緝私，張子南之好友，後反目，與泰國金三角有走私掛，而從中取利 |
| 張國強     | 張子南   | 張國強   | 海關，馬振風之好友，後反目                                                     |
| 任达华     | 任先生   | 張炳強   | 馬振風、高的生意伙伴，在泰國勢力非常強大，殺死萬國君的幕後黑手                 |
| 吳鎮宇     | 萬國君   | 朱子聰   | 泰國金三角毒梟，蒙達伊娃的未婚夫，被任先生指使的高殺死                         |
| 高飛       | 馬下屬   | 林保全   | 反派，馬振風的下屬，殺死萬國君                                                 |
| 大島由加利 | 蒙達伊娃 |          | 蒙達將軍的女兒，萬國君的未婚妻                                                 |
| 單桂枝     | 蒙好友   | 黃鳳英   | 蒙達伊娃的好友                                                                 |
| 梁家仁     | 蒙達將軍 | 張炳強   | 蒙達伊娃的父親，泰國將軍                                                       |
| 狄威       | 龐牛     | 盧雄     |                                                                                |